# Vlastimil Jansa
Vlastimil Jansa (* 27. November 1942 in Prag) ist ein tschechischer Schach-Großmeister.

## Schachkarriere

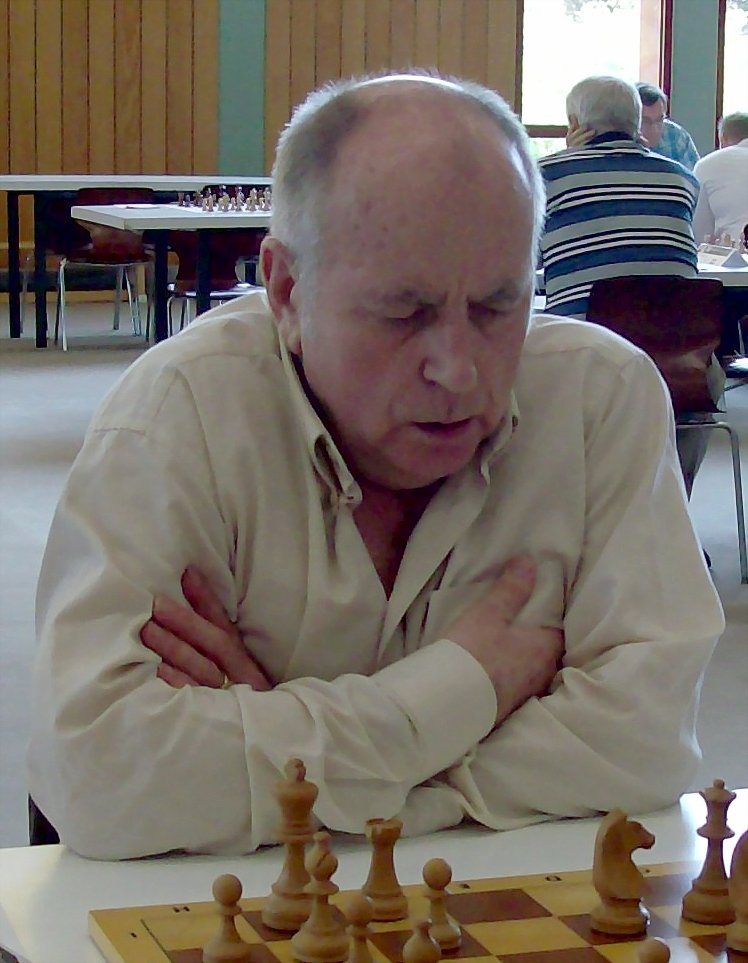
Vlastimil Jansa, 2008

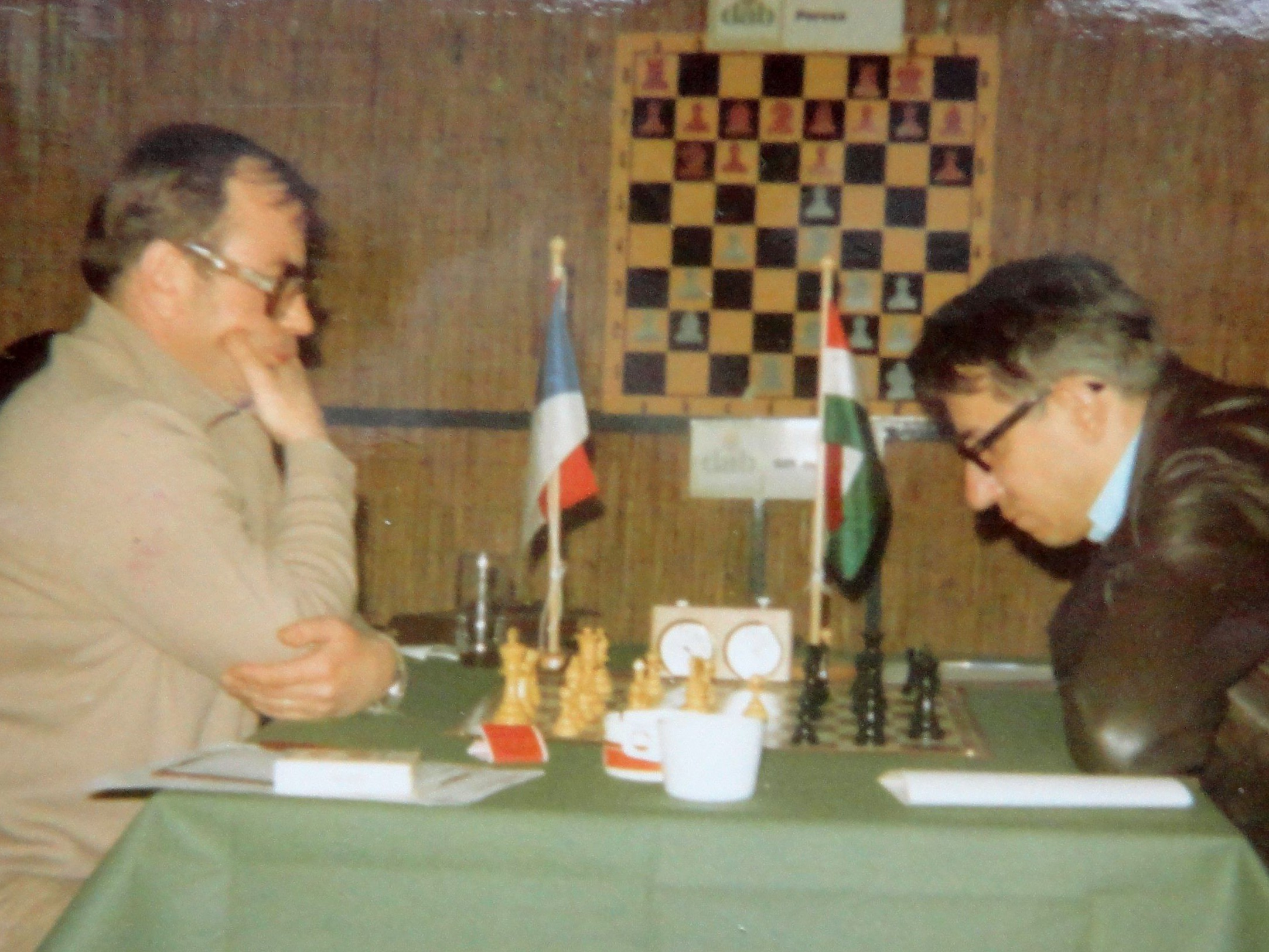
Vlastimil Jansa - Laszlo Perecz, Dortmunder Schachtage 1979

Jansa lernte das Schachspiel mit acht Jahren im Krankenhaus, er wurde als 14-Jähriger Prager Jugend-Stadtmeister, drei Jahre später 1959 war er Zweiter der tschechoslowakischen Juniorenmeisterschaft. Jansa hat ein Diplom der Karls-Universität Prag in Sportwissenschaften. Lange hat ihn der Internationale Meister Emil Richter (1894–1971) trainiert, der 1948 in Bratislava Meister der Tschechoslowakei geworden war. Jansa wurde 1965 Internationaler Meister, 1974 Großmeister. Er spielte sehr lange für die Auswahl der Tschechoslowakei. Insgesamt hat Jansa zehnmal zwischen 1964 und 1986 an der Schacholympiade teilgenommen und in 122 Partien 71 Punkte erkämpft. Er gewann mit der Mannschaft 1982 die Silbermedaille. Außerdem hat Jansa zwischen 1961 und 1997 an fünf Mannschaftseuropameisterschaften teilgenommen. In den Jahren 1964, 1974 und 1984 gewann Jansa die Landesmeisterschaft der Tschechoslowakei. Jansa hat mit ÚDA (Ústředný Dům Armády, Zentralhaus der Armee) Prag sechsmal die Mannschaftsmeisterschaft der Tschechoslowakei gewonnen. Die tschechische Extraliga, in der er seit deren Gründung zur Saison 1992/93 Stammspieler ist, gewann Jansa 1993 mit TJ Bohemians Prag, 1996, 1997, 1999 mit dem SK Dům armády Prag sowie 2009 mit dem ŠK Mahrla Prag und 2019 mit Výstaviště Lysá nad Labem. In Deutschland spielte er früher für Grundig Nürnberg (unter anderem in den Saisons 1988/89 und 1990/91 in der 1. Bundesliga), seit vielen Jahren spielt er für den SC Forchheim und war mit diesem in den Spielzeiten 2002/03 und 2012/13 in der 1. Bundesliga vertreten. Jansa hat auch schon in österreichischen (für den SK Austria Wien) und französischen (für Vandœvre Echecs) Ligen gespielt.
Auch in vielen internationalen Turnieren hat Jansa sehr gut abgeschnitten: Er war Sieger in Červený Kostelec (1959), Prag (1968), Madonna di Campiglio (1973), Amsterdam IBM-Turnier B (1973) und war im darauffolgenden Jahr gleichenorts geteilter Sieger im Amsterdam IBM-Turnier A (1974), Vrnjačka Banja (1981), Trnava (1982), Borgarnes (1985), Münster (1992), Lázně Bohdaneč (1997). Eines der besten Turniere Jansas war die Meisterschaft der Tschechoslowakei 1974, in der er mit 12,5 aus 15 siegte. Er war Zweiter bei der Seniorenweltmeisterschaft im Schach 2006 in Arvier hinter Viktor Kortschnoi, 2018 gewann er sie in Bled in der Altersklasse 65+.
Seine höchste historische Elo-Zahl vor Einführung der Elo-Zahlen lag bei 2590, er erreichte diese im Januar 1971.

## Außerhalb und neben dem Brett
Jansa ist ein bekannter Schachtrainer. Er entwickelte Anfang der 1970er Jahre einen Test zur Messung von Schachbegabung, den er bei tschechischen Nachwuchsspielern anwandte. Dieser wurde auch in der Deutschen Schachzeitung (1973, S. 127–130) abgedruckt. Ein Bestandteil davon ist das Springerproblem, das unter Zeitdruck gelöst werden muss. Jansa war Trainer von David Navara, der aktuell (Stand: August 2014) der beste tschechische Schachspieler ist. Außerdem ist er Nationaltrainer von Luxemburg. Im Jahre 2010 erhielt er den Titel FIDE-Senior-Trainer.

## Bücher
- Der beste Zug. Mädler, Düsseldorf 1982. ISBN 3-7919-0214-8. (zusammen mit Vlastimil Hort)
- So spielt man Pirc. Münster, Nürnberg 1988 (zusammen mit Josef Přibyl)
- Praha 90. Turnajová kniha mezinárodního sachového turnaje velmistrů. Kangaroo Chess, Praha 1990. ISBN 80-900142-1-6. (zusammen mit Břetislav Modr)
- Šachová olympiáda Novi Sad 1990. Kangaroo Chess, Prag 1991. ISBN 80-900142-3-2. (zusammen mit Břetislav Modr)
- Dynamics of Chess Strategy. Batsford, London 2003. ISBN 0-7134-8608-2.